# Subregiones de Magdalena (Colombia)

Subregiones del Magdalena.

Con el nombre de subregiones se le conoce a las subdivisiones administrativas que conforman el departamento colombiano del Magdalena. En total son 5 subregiones que no son relevantes en términos de gobierno, y que fueron creadas para facilitar la administración del departamento; agrupan los 30 municipios del departamento, incluyendo a la capital.
Las Subregiones del Magdalena son las siguientes:

## Subregiones
| Centro | Norte                                                                                 | Sur |
| --- | ------------------------------------------------------------------------------------- | --- |
| Ariguaní • Chibolo • Nueva Granada • Plato • Sabanas de San Ángel • Tenerife                                 | Algarrobo • Aracataca • Ciénaga • El Retén • Fundación • Pueblo Viejo • Zona Bananera | lEl Banco • Guamal • Pijiño del Carmen • San Sebastián de Buenavista • San Zenón • Santa Ana • Santa Bárbara de Pinto |
| Río | Santa Marta                                                                           | |
| Cerro de San Antonio • Concordia • El Piñón • Pedraza • Pivijay • Remolino • Salamina • Sitionuevo • Zapayán | Santa Marta                                                                           | |